# Осциллятор-стабилизатор сварочной дуги
Осциллятор-стабилизатор сварочной дуги (ОССД) — устройство для бесконтактного возбуждения сварочной дуги при сварке неплавящимся (вольфрамовым) электродом в среде инертных газов (аргон, гелий или их смеси) как на постоянном, так переменном токе.
Современные ОССД — устройства последовательного подключения к источнику сварочного тока.
Принцип работы ОССД заключается в преобразовании переменного напряжения питающей сети 50Гц в высокочастотные короткие по длительности импульсы возбуждения сварочной дуги.
ОССД состоит из выходного выпрямителя, стабилизированного источника питания, схемы управления, схемы заряда накопительной ёмкости, формирователя высоковольтного импульса, выходного высоковольтного трансформатора, датчика тока и газового клапана.
Поступающее на вход входного выпрямителя переменное напряжение сети выпрямляется и поступает на схему заряда накопительной ёмкости, которая обеспечивает заряд ёмкости в момент времени, определяемой схемой управления. При достижении определенного напряжения на ёмкости схема управления, после перехода сетевого напряжения через 0 В, вырабатывает импульс управления на формирователь высоковольтного импульса. За счет разряда накопительной ёмкости на первичную обмотку трансформатора — формирователя высоковольтного импульса, в контуре ударного возбуждения формируется высоковольтный импульс. Схема управления открывает клапан и формирует задержку его отключения в конце сварки, обеспечивая, таким образом, газовую защиту сварочного шва в процессе сварки и после окончания сварочного процесса.
Параметры выходного напряжения осцилляторов: напряжение от 2000 до 6000 В, частоты — от 100 Гц до 500 кГц. Работа на указанных частотах может создавать помехи окружающим радиоэлектронным устройствам. Поэтому осцилляторы необходимо регистрировать в местных органах инспекции электросвязи.